# 程贻泽

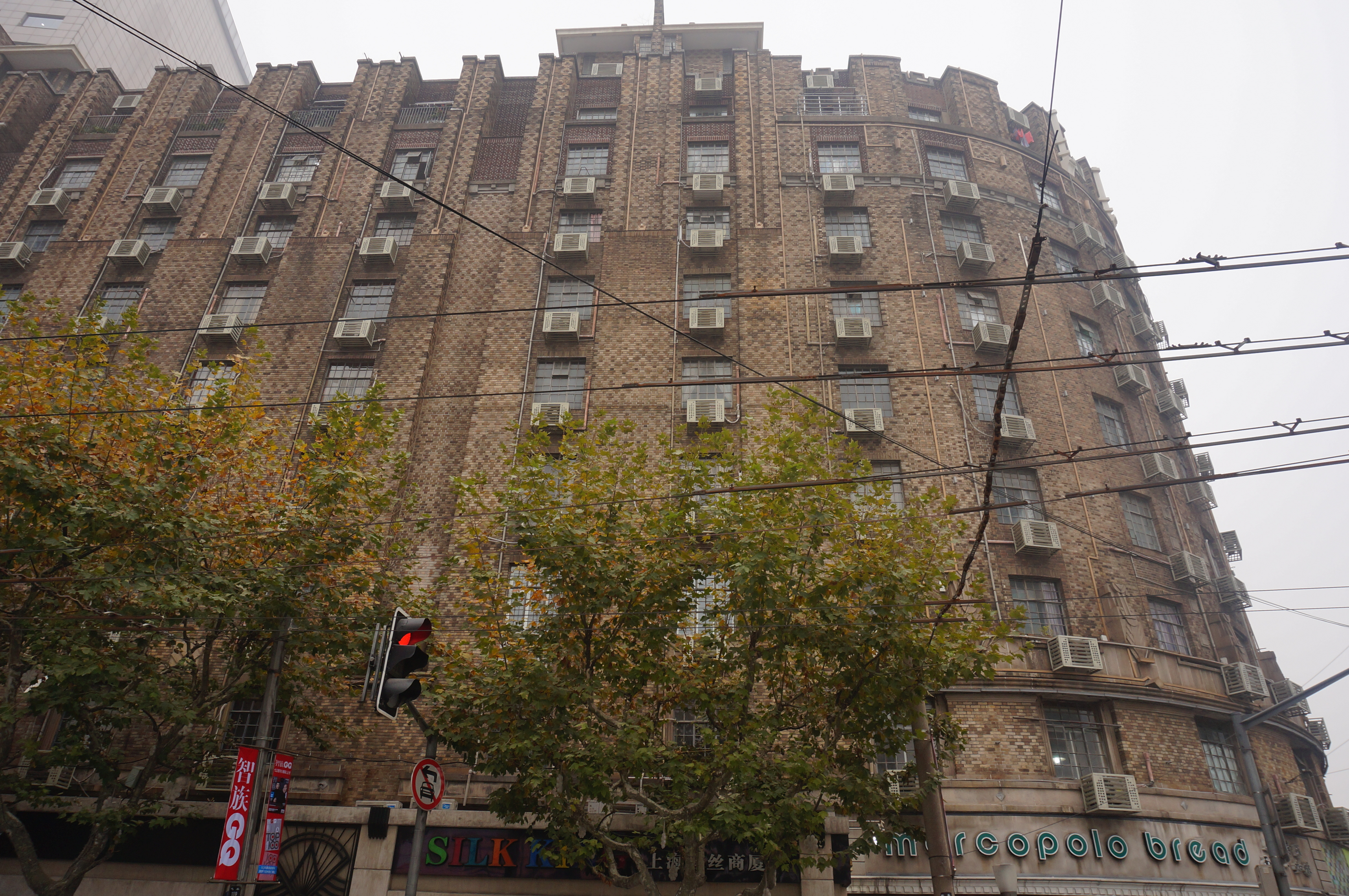
德义大楼

程贻泽（英文名 Denis Chen,1905年—1982年）上海租界时期著名体育活动家。安徽歙县人，上海地产大王程谨轩的长孙。
1900年前后程谨轩去世后，由于长子程友兴自幼聋哑，由次子程霖生主持程谨记房地产经营业务。20世纪初，程贻泽在今北京西路泰兴路口建造了一座豪宅，设有篮球房、弹子房等体育设施、豪华舞厅，还有舞女出身的宠妾唐八妹喜欢的游泳池。
程贻泽自就读于圣方济公学起，一直热衷于体育事业和社交，号称“孟尝君”。1923年，18岁的程贻泽在静安寺路程家公馆东侧空地创办三育体育会，设立上海首个私人足球场，并组织全市华人和侨民共同参加的足球联赛。1927年又创办优游体育会。1930年在静安寺路、卡德路口，投资建造以自己的英文名命名的德义大楼（Denis Apartments），招待外埠来沪的参赛选手。1924年，程贻泽还出资一万两银，帮助建成了劳神父路（今合肥路淡水路）的中华体育场。
1931年，程贻泽的叔父程霖生投资黄金期货失败，欠债达2000万两白银，程氏家族宣告破产。程贻泽在北京西路泰兴路口的豪宅抵给桕墅方家的同安公司，德义大楼抵给程氏福源钱庄 。高鑫宝从桕墅方家手中租下北京西路泰兴路口的豪宅后，改为丽都舞厅，与百乐门、仙乐斯、大都会齐名，并继续设立丽都体育会足球队。1987年上海市政协迁入此处，新建办公大楼。附近的石库门住宅则拆除改建为高档商品楼，命名为国际丽都花园。
程家破产以后，程贻泽逐渐沦落到以摆香烟摊维持生活，蜗居在北京西路老宅的阁楼，与唐八妹相依为命。1947年，程贻泽终告财力枯竭，优游体育会宣告解散。
1982年，程贻泽被选为东华足球队理事，同年因患癌症在上海去世。